# Myiopagis cinerea
El fiofío gris amazónico (Myiopagis cinerea), es una especie de ave paseriforme de la familia Tyrannidae perteneciente al género Myiopagis, anteriormente considerada una subespecie de Myiopagis caniceps. Es nativo de la cuenca del Amazonas en América del Sur.

## Distribución y hábitat
Se distribuye desde el este de Colombia hacia el este a través del sur de Venezuela (Bolívar, Amazonas), hasta el suroeste de Guyana y la Guayana Francesa, hacia el sur por el este de Ecuador, el este de Perú, el oeste de la región amazónica brasileña, hasta el norte de Bolivia.
Esta especie es considerada poco común en su hábitat natural: las selvas húmedas de tierras bajas y sus bordes, tanto de terra firme como de várzea, hasta los 1200 m de altitud.

## Sistemática

### Descripción original
La especie M. cinerea fue descrita originalmente por el ornitólogo austríaco August von Pelzeln en el año 1868, bajo el nombre científico de: Elainea (error) cinerea. Su localidad tipo es: «Marabitanas, Río Negro, Brasil.»

### Etimología
El nombre genérico femenino «Myiopagis» se compone de las palabras del griego «muia, muias» que significa ‘mosca’, y «pagis» que significa ‘atrapar’; y el nombre de la especie «cinerea», proviene del latín «cinereus» que significa ‘de color gris ceniciento’.

### Taxonomía
La presente especie era tratada como conespecífica con  Myiopagis caniceps; pero fue separada como especie plena, con base en diferencias morfológicas y de vocalización; lo que fue seguido por las principales clasificaciones.
Las principales diferencias morfológicas apuntadas para justificar la separación son: las partes superiores del macho gris azulado y no gris oliváceo; los bordes de las alas más blancos y más anchos; el dorso y manto de la hembra verde más brillante; alas y cola más cortas; y, pico más largo; el canto con una terminación en ritmo más rápido y mayor cantidad de notas. Existe una posible zona de hibridación en el norte de Bolivia y áreas adyacentes de Brasil, donde los ejemplares parecen mostrar una cierta afinidad con caniceps. Es monotípica.